# 室生寺
室生寺（むろうじ）是位在日本奈良縣宇陀市的寺院，真言宗室生寺派大本山。山號「宀一山」（べんいちさん）。本尊釋迦如來、開基（創立者）為賢璟。對照女人禁制的高野山，允許女性參詣，所以有「女人高野」的別名。

## 關連項目
- 室生赤目青山國定公園

## 外部連結
- 官方网站（日語）（英文）
- 室生寺的Facebook專頁
- 室生寺的X（前Twitter）

34°32′16.39″N 136°2′26.22″E / 34.5378861°N 136.0406167°E